# Дипразеодимзолото
Дипразеодимзолото — бинарное неорганическое соединение,
празеодима и золота
с формулой AuPr2,
кристаллы.

## Получение
- Сплавление стехиометрических количеств чистых веществ:

{\displaystyle {\mathsf {2Pr+Au\ {\xrightarrow {710^{o}C}}\ AuPr_{2}}}}

## Физические свойства
Дипразеодимзолото образует кристаллы
ромбической сингонии,
пространственная группа P nma,
параметры ячейки a = 0,7241 нм, b = 0,5046 нм, c = 0,9287 нм, Z = 4,
структура типа силицида дикобальта Co2Si
.
Соединение образуется по перитектической при температуре 710°С  (750°C).